# Adrià Gual

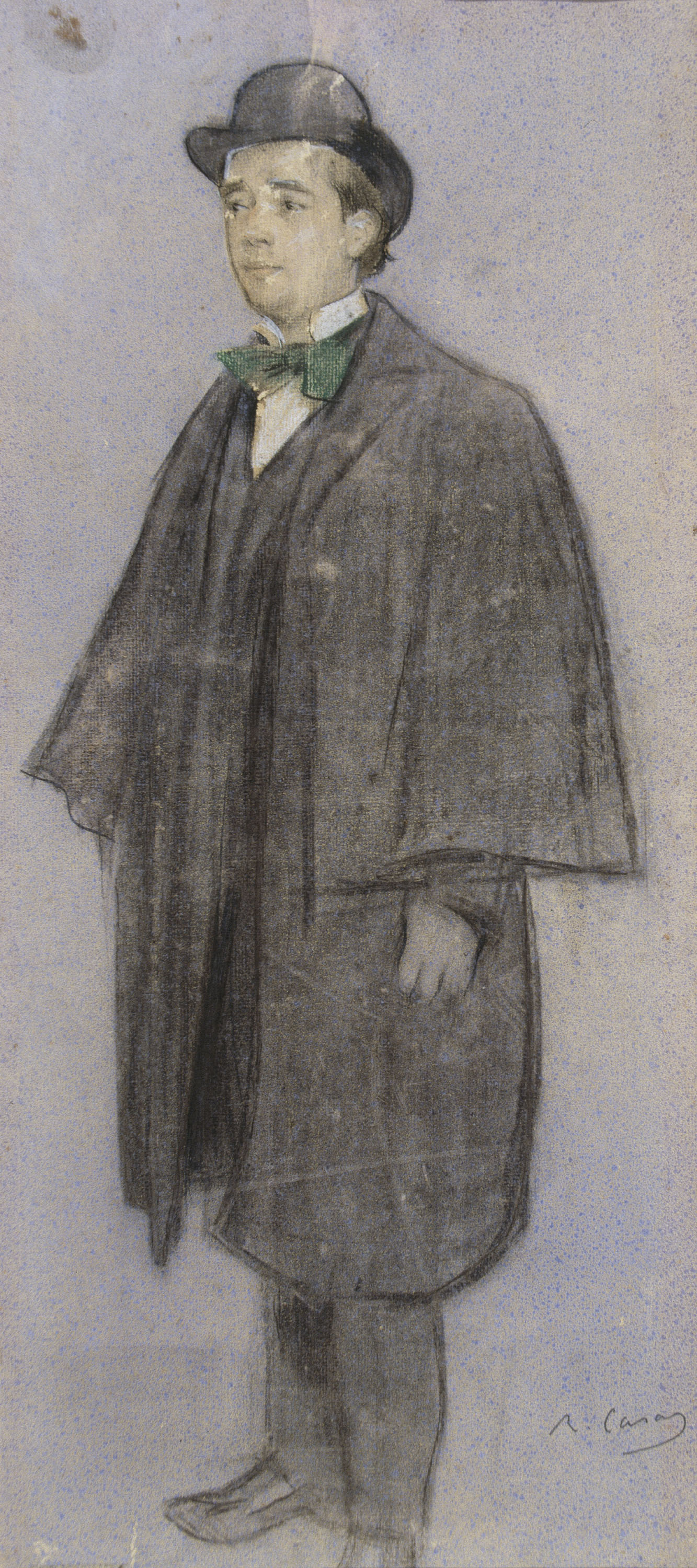
Portret Adrià Guala autorstwa Ramona Casasa

Adrià Gual i Queralt (wym. [əðɾiˈa ˈɣwal], ur. 1872, zm. 1943) – hiszpański dramatopisarz, człowiek teatru, producent, reżyser filmowy i teatralny, grafik. Jedna z najbardziej wpływowych postaci w katalońskim życiu teatralnym w początkach XX wieku.
Jego nauczycielem był Pere Borrell del Caso. Gual zajmował się ilustrowaniem, projektowaniem plakatów i litografią, której uczył się w warsztacie swojego ojca. Jego twórczość plastyczna była inspirowana prerafaelitami. W 1898 założył w Barcelonie teatr El Teatre Íntim. Wystawiał on dzieła pisarzy katalońskich lub współczesnych dramatopisarzy w katalońskim przekładzie.
Był też reżyserem w Escola Catalana d'Art Dramatic.
13 grudnia 1913 r. założył wytwórnię filmową Barcinógrafo, w której reżyserował adaptacje dzieł literackich. W tym m.in. Alcada z Zalamei Pedra Calderón de la Barca, Cyganeczkę Miguela de Cervantesa, utworów Lwa Tołstoja i Friedricha Schillera, a także własnej sztuki Misterio de dolor. Do tego ostatniego Gual zaprojektował również kostiumy i scenografię. Zmarł w 1943 roku.